# Smilax utilis
Smilax utilis là một loài thực vật có hoa trong họ Smilacaceae. Loài này được C.H.Wright miêu tả khoa học đầu tiên năm 1895.